# 鄭崇華
鄭崇華（英語：Bruce Cheng，1936年11月3日—）是一位台灣著名企業家，台達電子的創辦人。原籍福建建甌。

## 經歷
鄭崇華於1936年生於福建建甌。1949年因為國共內戰，當地學校停課，鄭崇華與當老師的舅舅遂前往台灣就讀國立臺中第一高級中學初中部。
1959年，鄭崇華畢業於國立成功大學電機系，畢業後曾擔任亞洲航空航太儀器工程師、美商精密電子公司（TRW）工程師
1971年4月4日，鄭崇華在臺北縣新莊鎮（今新北市新莊區）成立台達電子並擔任董事長。
2000年3月28日，鄭崇華轉投資成立愛爾達電視。
2012年6月19日，鄭崇華在台達電子股東會上宣布退休。
鄭崇華對天文學相當感興趣，曾與國立中央大學天文研究所師生一同前往鹿林天文台觀測。並捐款贊助鹿林天文台二米望遠鏡工程、重建中央大學科學一館天文台以及成立「台達電子年輕天文學者講座」。2006年4月1日，鹿林天文台發現小行星168126，為了紀念鄭崇華的貢獻，將之取名為「鄭崇華小行星」。2009鄭崇華更擔任全球天文年「星空大使」

## 推動環保
鄭崇華致力於環保工作，並要求所有台達電子的產品都要符合環保要求。同時支持核能發電尤其反對台灣封存核四作法，認為社會已經進入大量人非科學非理性的討論核能威脅，對其進步進程和科技原理並不理解，認為人類的未來絕不是寄託任何形式的燃燒型發電，只有太陽能和核能是選項，但太陽能成本效益與占地面積沒有明顯突破之前，不斷發展更先進核能是唯一選項。

## 家庭
育有二子，長子鄭平是現任台達電子董事長兼執行長。

## 榮譽
- 亞洲大學名譽博士[11]
- 國立中央大學名譽博士[12]
- 國立清華大學榮譽博士[13]
- 國立成功大學名譽工學博士[14]
- 香港城市大學榮譽工程學博士[15]
- 小行星168126[16]
- 國立台灣科技大學 - 名譽博士

## 著作
- 《實在的力量：鄭崇華與台達電的經營智慧》，鄭崇華口述、張玉文採訪整理，天下文化，2010年1月8日，ISBN 9789862164693

## 外部連結
- 鄭崇華 淬煉台達電綠能傳奇[永久]